# Paul-Jacques Malouin
Paul-Jacques Malouin, né le 27 juin 1701 à Caen et mort le 3 janvier 1778 à Versailles, est un médecin, chimiste et encyclopédiste français.

## Biographie
Son père, conseiller au présidial de Caen, et qui lui destine sa charge, envoie Malouin étudier la jurisprudence à Paris. Mais le jeune préfère étudier la médecine et se fait recevoir docteur à Reims en 1724 et à Paris en 1730. Il devient professeur de médecine au Collège de France et médecin ordinaire de la reine.
Malouin se fait une réputation d’homme instruit et laborieux, exerçant sa profession avec cœur et conscience, mais intraitable envers quiconque se permet de railler la médecine et les médecins. Il est nommé membre de l’Académie des sciences en 1744 et professeur de chimie au Jardin du roi en 1745. Il devient membre de la Royal Society en 1753.
Aussi économe que désintéressé, il quitte Paris après deux ans d’une pratique lucrative, pour aller à Versailles, où il voit peu de malades ; je me suis, dit-il, « retiré à la cour ».
Antoine Parmentier ayant lu à l’Académie des sciences un nouveau traité de l’art du boulanger dans lequel il contredisait sur plusieurs points son vieux collègue, n’osait le regarder ; mais à peine sa lecture était-elle finie que Malouin vient lui dire : « Recevez mon compliment ; vous avez vu mieux que moi. »
Malouin s’était imposé un régime sévère ; il eut une vieillesse sans infirmité et mourut d’une attaque d’apoplexie. Il fit un legs à la faculté de médecine de Paris, à la condition de tenir tous les ans une assemblée publique pour rendre compte de ses travaux et de ses découvertes. Nommé professeur au Collège royal, en 1776, il occupa la chaire de médecine jusqu’à sa mort au mois de janvier 1778.

## Contributions
La principale publication de Malouin est un Traité de chimie, contenant la manière de préparer les remedes qui sont le plus en usage dans la pratique de la médecine, paru en 1734 et dédié au comte de Maurepas. Le titre est précisé en 1750, « chimie médicinale », et 1755, « pharmacopée chimique ».
En chimie, ses travaux ont principalement pour objets le zinc, la chaux, l’oxyde d’étain, les amalgames de mercure et d’antimoine, d'arsenic, d’étain et de plomb.
En 1742, avant Galvani, il invente et décrit un procédé de galvanisation à chaud.
De 1746 à 1754 il écrit pour l'Académie la série Histoire des maladies épidémiques observées à Paris en même temps que les différentes températures de l’air. Les statistiques qu'il tient pour chaque mois sont : température, pression barométrique, direction du vent, quantité de pluie, maladies, nombre d'entrées et nombre total de malades à l'hôtel-Dieu, nombre de morts et de naissances (par sexe), nombre d'enfants abandonnés (par sexe), nombre de mariages. Pour lui, c'est l'air qui a un rôle déterminant : « Nous sommes continuellement dans l'air comme dans un bain, qui, soit qu'il soit sec, soit qu'il soit humide, contribue beaucoup à l'état de notre santé. » Il sait déjà, statistiques à l'appui, qu'il naît plus de garçons que de filles.
Outre ses mémoires sur la médecine et la pharmacopée, il écrit 71 articles sur la chimie dans l’Encyclopédie ou Dictionnaire raisonné des sciences, des arts et des métiers. Il contribue également, avec 75 articles, à l’Encyclopédie méthodique de Charles-Joseph Panckoucke.
Pour la Description des Arts et Métiers de l’Académie des sciences, il écrit en 1767 une Description et détails des arts du meunier, du vermicelier et du boulenger, avec une histoire abrégée de la boulengerie et un dictionnaire de ces arts.
Il a présidé les jurys de soutenance, entre autres, de Joseph de Jussieu (1733), César Coste, Joseph-Jacques Gardane et Louis-René Marteau.

## Publications

### Ouvrages
La Bibliothèque nationale de France donne une liste exhaustive.
- (la) An sagou phthisicis prodest ?, 1729 — Thèse, soutenue devant Urbain Leaulté.
- (la) An educendo calculo, caeteris anteferendus apparatus lateralis ?, Paris, 1730 — Thèse, soutenue devant Camille Falconet[13].
- (la) An semper in inflammationibus revulsio ?, 1730 — Thèse, soutenue devant Jean-Baptiste Silva.
- Traité de chimie, contenant la manière de préparer les remèdes qui sont le plus en usage dans la pratique de la médecine, Paris, Cavelier, 1734, in-12 — Ce traité a connu seize éditions[14].
  - Lettre en réponse à la critique du Traité de chimie, Paris, 1735, in-12.
  - Chimie médicinale : contenant la manière de préparer les remèdes les plus usités, et la méthode de les employer pour la guérison des maladies, 1750
  - Pharmacopée chimique, ou chimie médicinale, Paris, 1760, 2 vol. in-12 ; 1755, in-12.
- Description et détails des arts du meunier, du vermicelier et du boulenger, avec une histoire abrégée de la boulengerie et un dictionnaire de ces arts, 1779.

### Articles, lettres et attributions
- Dans l'Histoire de l'Académie royale des sciences […] avec les mémoires de mathématique & de physique :
  - « Analyse des eaux savonneuses de Plombières », 1746 (publié en 1751), p. 109–128. — Il s'agit de Plombières-les-Bains.
  - « Histoire des maladies épidémiques observées à Paris en même temps que les différentes températures de l’air » :
    - 1746, p. 151 ; 1747, p. 563 ; 1748, p. 531 ; 1749, p. 113 ; 1750, p. 311 ; 1751, p. 137 ; 1752, p. 117 ; 1753, p. 35 ; 1754, p. 495.
- Galvanisation :

1. « Sur l'analogie qui se trouve entre le zinc et l'étain », dans Histoire de l'Académie royale des sciences [pour l'année 1742], 1745, p. 44« M. Malouin fait voir qu'on peut blanchir superficiellement le fer et le cuivre par une couche de zinc, comme on les blanchit ou qu'on les étame avec l'étain » (p. 45).
2. « Sur le zinc », dans Histoire de l'Académie royale des sciences [pour l'année 1743], 1746, p. 70
3. « Sur le zinc », dans Histoire de l'Académie royale des sciences [pour l'année 1744], 1748, p. 394

- Articles écrits pour l'Encyclopédie, en ligne sur Wikisource.
- « Lettre de M. Morand en réponse à la critique d'un discours qu'il avoit prononcé aux Écoles de Chirurgie », dans Journal de médecine, de chirurgie et de pharmacie, XVIII–93[15].
- On voit souvent une thèse Quaestio medica An ad sanitatem musici ? lui être attribuée. Comme le faisait déjà remarquer François-Joseph Fétis[16], cette publication est une thèse, soutenue devant Malouin, mais due à César Coste, d'Arles[17]. De même, la thèse de Joseph de Jussieu[11] lui est attribuée et il n'a que présidé le jury[18].